# آبادیه، بیلسیک
آبادیه، بیلسیک (به لاتین: Abadiye, Bilecik) یک  روستا  در ترکیه با جمعیت ۲۳۳ نفر است که در استان بیله‌جک واقع شده‌است.